# 卢代 (上加龙省)
卢代（法語：Loudet）是法国上加龙省的一个市镇，属于圣戈当区（Saint-Gaudens）蒙特雷若县（Montréjeau）。该市镇总面积5.13平方公里，2009年时的人口为215人。

## 人口
卢代人口变化图示